# Duchonka (vodní nádrž)
Duchonka je vodní nádrž na západním Slovensku, napájená potokem Železnica. Nachází se v Povážském Inovci nedaleko od obce Prašice v Topoľčianském okrese.
Vodní nádrž o rozloze 17 ha je v letních měsících velmi oblíbeným turistickým střediskem a v okolí přehrady je množství podnikových i soukromých chat.

## Archeologické nálezy
V roce 2019 byly na břehu nádrže odhaleny archeologické nálezy související s železářskou výrobou. Hladina nádrže byla snížena kvůli vodohospodářským pracím. Pokles hladiny odhalil pozůstatky šachtových železářských pecí, které se nacházely pod úrovni hladiny. Dalšími nálezy byly zbytky strusky, slitky a stopy po skladištích dřevěného uhlí. Nálezy oznámil KPÚ Nitra český občan.